# 封开角蟾
封开角蟾（学名：Boulenophrys acuta）原称封开异角蟾，一种于中华人民共和国广东省封开县黑石顶自然保护区发现的两栖动物，隶属于角蟾科布角蟾属。

## 形态特征
封开角蟾体小，体型细长，雄蟾体长27.1～33毫米，雌蟾体长28.1～33.6毫米。身体背部较光滑，成体背部呈棕红色，眶间有一不完整三角形、背部中央有一四角星形的深色斑纹；前肢有一条明显的黑色斜纹，后肢有3-5条较短的黑色横纹；腹部为红褐色，后腹部中央分布着黑、白色花斑，两侧各有一个较大的黑边浅棕色圆斑。

## 保护
本种于2023年被收录入《有重要生态、科学、社会价值的陆生野生动物名录》。